# Muñogalindo
Muñogalindo település Spanyolországban, Ávila tartományban. Muñogalindo La Torre, Santa María del Arroyo, Solosancho és Padiernos községekkel határos. Lakosainak száma 300 fő (2024).

## Népesség
A település népessége az utóbbi években az alábbiak szerint változott:
| Lakosok száma | 448  | 435  | 423  | 408  | 387  | 385  | 369  | 326  | 325  | 300  |
|               | 2001 | 2004 | 2006 | 2009 | 2011 | 2014 | 2016 | 2019 | 2021 | 2024 |